# Aleksandr Tóluix
Aleksandr Kazimírovitx Tóluix (en rus Александр Казимирович Толуш) (1 de maig de 1910 – 3 de març de 1969) fou un Gran Mestre i entrenador d'escacs rus, ciutadà de la Unió Soviètica, nascut i mort a Sant Petersburg (el 1969, Leningrad). Fou un dels mentors del campió del món Borís Spasski, i també va entrenar la campiona del món Liudmila Rudenko. Va obtenir el títol de Mestre Internacional el 1950, el de Gran Mestre el 1953, i el de Mestre Internacional d'escacs per correspondència el 1965.

## Resultats destacats en competició
Tóluix va guanyar el Campionat de la República Soviètica Russa el 1935, a Gorki. Posteriorment, guanyà el Campionat d'escacs de Leningrad el 1937 (ex aequo), 1938, 1946, i 1947 (ex aequo).
Va participar en el Campionat soviètic deu cops. El seu millor resultat fou un segon lloc (+8 =6 −3) empatat amb Lev Aronin i Isaac Lipnitski, i rere Paul Keres, el 1950.
Fou quart el 1952 (+8 =7 −4), empatat amb Issaak Boleslavski i rere Mikhaïl Botvínnik, Mark Taimanov, i Iefim Hèl·ler, i quart altre cop el 1957 (+10 =6 −5) empatat amb Spasski i rere Mikhaïl Tal, David Bronstein, i Keres.
El seu millor resultat internacional fou el primer lloc (+10 =8 −1) a Bucarest 1953, per davant dels soviètics Tigran Petrossian, Vassili Smislov, Boleslavski, i Spasski (qui era, en aquell moment, alumne seu). El 1968 fou segon a (+7 =3 −1) rere Lajos Portisch.
Tóluix mai va jugar a les olimpíades d'escacs, però va representar l'URSS en dos Campionats d'Europa per equips, els anys 1957 i 1961.
Tot i que mai va arribar a formar part de l'elit mundial dels escacs, Tóluix fou un gran jugador, que destacava pel seu imaginatiu joc d'atac. Va treballar com a periodista d'escacs, i va ser un important entrenador a l'URSS, amb alumnes de la talla de Keres i Spasski. Per desgràcia per a ell, no va poder veure com el seu exalumne Spasski es coronava Campió del món, ja que va morir poc abans.
La seva principal contribució teòrica fou el gambit Tóluix-Hèl·ler dins la defensa eslava, variant que va introduir a les partides Tóluix–Smislov, Campionat de l'URSS de 1947 i Tóluix–Levenfish Campionat de Leningrad de 1947.